# Campeonato Brasileiro Série B 2020
Il Campeonato Brasileiro Série B 2020 è stata la 39ª edizione del Campeonato Brasileiro Série B. Il campionato sarebbe dovuto iniziare il 2 maggio 2020 e terminare il 28 novembre successivo ma, a causa della pandemia di COVID-19 del 2019-2021, le date della competizione sono state posticipate, fissando come data d'inizio l'8 agosto 2020 e come ultima giornata il 30 gennaio 2021.

## Formula
Girone all'italiana con partite di andata e ritorno. Vince il campionato la squadra che totalizza più punti, retrocedono in Série B le ultime 4 classificate. In caso di arrivo a pari punti tra due o più squadre, per determinarne l'ordine in classifica sono utilizzati, nell'ordine, i seguenti criteri:
1. Maggior numero di vittorie;
2. Miglior differenza reti;
3. Maggior numero di gol segnati;
4. Confronto diretto (solo nel caso di arrivo a pari punti di due squadre);
5. Minor numero di espulsioni;
6. Minor numero di ammonizioni;
7. Sorteggio.

## Squadre partecipanti
| Squadra           | Città          | Stato             | Stadio                             | Allenatore                                                         | Stagione precedente |
| ----------------- | -------------- | ----------------- | ---------------------------------- | ------------------------------------------------------------------ | ------------------- |
| América-MG        | Belo Horizonte | Minas Gerais      | Independência                      | Lisca                                                              | 5° in Série B       |
| Avaí              | Florianópolis  | Santa Catarina    | Estádio da Ressacada               | - Geninho - Claudinei Oliveira                                     | 20° in Série A      |
| Botafogo-SP       | Ribeirão Preto | San Paolo         | Estádio Santa Cruz                 | - Claudinei Oliveira - Moacir Júnior                               | 9° in Série B       |
| Brasil de Pelotas | Pelotas        | Rio Grande do Sul | Baixada                            | - Hemerson Maria - Cláudio Tencati                                 | 14° in Série B      |
| Chapecoense       | Chapecó        | Santa Catarina    | Arena Condá                        | Umberto Louzer                                                     | 19° in Série A      |
| Confiança         | Aracaju        | Sergipe           | Batistão                           | - Matheus Costa - Daniel Paulista                                  | 4° in Série C       |
| CRB               | Maceió         | Alagoas           | Estádio Rei Pelé                   | - Marcelo Cabo - Ramon Menezes - Roberto Fernandes                 | 7° in Série B       |
| Cruzeiro          | Belo Horizonte | Minas Gerais      | Mineirão                           | - Enderson Moreira - Ney Franco - Luiz Felipe Scolari              | 17° in Série A      |
| CSA               | Maceió         | Alagoas           | Estádio Rei Pelé                   | - Eduardo Baptista - Argel Fucks - Mozart                          | 18° in Série A      |
| Cuiabá            | Cuiabá         | Mato Grosso       | Arena Pantanal                     | - Marcelo Chamusca - Allan Aal                                     | 8° in Série B       |
| Figueirense       | Florianópolis  | Santa Catarina    | Estádio Orlando Scarpelli          | - Márcio Coelho - Elano - Jorginho                                 | 16° in Série B      |
| Guarani           | Campinas       | San Paolo         | Estádio Brinco de Ouro da Princesa | - Thiago Carpini - Ricardo Catalá - Felipe Conceição               | 13° in Série B      |
| Juventude         | Caxias do Sul  | Rio Grande do Sul | Estádio Alfredo Jaconi             | Pintado                                                            | 3° in Série C       |
| Náutico           | Recife         | Pernambuco        | Estádio dos Aflitos                | - Gilmar Dal Pozzo - Gilson Kleina - Hélio dos Anjos               | 1° in Série C       |
| Oeste             | Barueri        | San Paolo         | Arena Barueri                      | - Renan Freitas - Thiago Carpini - Roberto Cavalo                  | 15° in Série B      |
| Operário-PR       | Ponta Grossa   | Paraná            | Estádio Germano Krüger             | - Gerson Gusmão - Matheus Costa                                    | 10° in Série B      |
| Paraná            | Curitiba       | Paraná            | Vila Capanema                      | - Allan Aal - Rogério Micale - Gilmar Dal Pozzo - Márcio Coelho    | 6° in Série B       |
| Ponte Preta       | Campinas       | San Paolo         | Estádio Moisés Lucarelli           | - João Brigatti - Marcelo Oliveira - Fábio Moreno                  | 11° in Série B      |
| Sampaio Corrêa    | São Luís       | Maranhão          | Castelão                           | Léo Condé                                                          | 2° in Série C       |
| Vitória           | Salvador       | Bahia             | Barradão                           | - Bruno Pivetti - Eduardo Barroca - Mazola Júnior - Rodrigo Chagas | 12° in Série B      |

1. ↑  Stadio do Canindé (6ª giornata).
2. ↑  Stadio do Canindé (1ª giornata).

## Classifica finale
|  | Pos. | Squadra           | Pt | G  | V  | N  | P  | GF | GS | DR  |
|  | ---- | ----------------- | -- | -- | -- | -- | -- | -- | -- | --- |
|  | 1.   | Chapecoense       | 73 | 38 | 20 | 13 | 5  | 42 | 21 | +21 |
|  | 2.   | América-MG        | 73 | 38 | 20 | 13 | 5  | 43 | 23 | +20 |
|  | 3.   | Juventude         | 61 | 38 | 17 | 10 | 11 | 52 | 42 | +10 |
|  | 4.   | Cuiabá            | 61 | 38 | 17 | 10 | 11 | 48 | 40 | +8  |
|  | 5.   | CSA               | 58 | 38 | 16 | 10 | 12 | 50 | 37 | +13 |
|  | 6.   | Sampaio Corrêa    | 57 | 38 | 17 | 6  | 15 | 50 | 38 | +12 |
|  | 7.   | Ponte Preta       | 57 | 38 | 16 | 9  | 13 | 54 | 49 | +5  |
|  | 8.   | Operário-PR       | 57 | 38 | 15 | 12 | 11 | 40 | 34 | +6  |
|  | 9.   | Avaí              | 55 | 38 | 16 | 7  | 15 | 45 | 49 | –4  |
|  | 10.  | CRB               | 52 | 38 | 15 | 7  | 16 | 48 | 47 | +1  |
|  | 11.  | Cruzeiro          | 49 | 38 | 14 | 13 | 11 | 39 | 32 | +7  |
|  | 12.  | Brasil de Pelotas | 49 | 38 | 11 | 16 | 10 | 31 | 33 | –2  |
|  | 13.  | Guarani           | 48 | 38 | 13 | 9  | 16 | 41 | 48 | –7  |
|  | 14.  | Vitória           | 48 | 38 | 11 | 15 | 12 | 45 | 45 | 0   |
|  | 15.  | Confiança         | 46 | 38 | 12 | 10 | 16 | 38 | 46 | -8  |
|  | 16.  | Náutico           | 44 | 38 | 10 | 14 | 14 | 35 | 42 | -7  |
|  | 17.  | Figueirense       | 39 | 38 | 9  | 12 | 17 | 35 | 49 | -14 |
|  | 18.  | Paraná            | 36 | 38 | 9  | 9  | 19 | 34 | 50 | -16 |
|  | 19.  | Botafogo-SP       | 34 | 38 | 8  | 10 | 20 | 26 | 39 | -13 |
|  | 20.  | Oeste             | 29 | 38 | 7  | 8  | 23 | 28 | 60 | -32 |

Legenda:
      Promosse in Série A 2021
      Retrocesse in Série C 2021
Note:
Tre punti a vittoria, uno a pareggio, zero a sconfitta.

## Risultati
|                   | AME  | AVA  | BRP  | BPE  | CHA  | CON  | CRB  | CRU  | CSA  | CUI  | FIG  | GUA  | JUV  | NAU  | OES  | OPE  | PAR  | PON  | SAM  | VIT  |
| ----------------- | ---- | ---- | ---- | ---- | ---- | ---- | ---- | ---- | ---- | ---- | ---- | ---- | ---- | ---- | ---- | ---- | ---- | ---- | ---- | ---- |
| América Mineiro   | –––– | 2–1  | 1–1  | 3–1  | 2–2  | 2–1  | 1–0  | 1–2  | 2–1  | 0–1  | 0–1  | 0–0  | 2–1  | 2–0  | 2–1  | 1–1  | 1–0  | 1–1  | 2–1  | 4–0  |
| Avaí              | 1–0  | –––– | 0–1  | 2–1  | 0–2  | 1–0  | 0–1  | 1–1  | 1–1  | 0–2  | 1–0  | 2–1  | 5–2  | 3–1  | 0–3  | 2–0  | 2–1  | 0–1  | 2–5  | 2–2  |
| Botafogo-SP       | 1–2  | 0–1  | –––– | 0–1  | 3–0  | 2–0  | 1–2  | 0–1  | 1–3  | 1–1  | 0–1  | 0–1  | 1–1  | 1–1  | 1–1  | 0–1  | 1–0  | 2–1  | 2–1  | 2–1  |
| Brasil de Pelotas | 0–0  | 0–1  | 0–0  | –––– | 0–1  | 1–0  | 2–1  | 1–0  | 1–1  | 3–0  | 0–0  | 3–1  | 2–1  | 2–1  | 1–1  | 0–0  | 1–1  | 1–1  | 0–0  | 0–1  |
| Chapecoense       | 0–0  | 1–0  | 1–0  | 0–0  | –––– | 3–1  | 3–2  | 0–1  | 0–0  | 1–0  | 2–1  | 2–0  | 1–0  | 0–0  | 0–0  | 1–0  | 2–0  | 1–0  | 1–0  | 1–1  |
| Confiança         | 0–0  | 2–2  | 1–0  | 1–1  | 0–2  | –––– | 1–0  | 1–1  | 1–5  | 2–0  | 1–1  | 1–0  | 0–1  | 2–0  | 3–1  | 1–2  | 2–2  | 1–2  | 0–1  | 1–0  |
| CRB               | 0–0  | 3–1  | 1–0  | 1–0  | 0–1  | 2–0  | –––– | 0–0  | 0–0  | 4–1  | 5–1  | 2–0  | 0–1  | 2–1  | 1–0  | 4–1  | 0–2  | 1–0  | 2–2  | 2–2  |
| Cruzeiro          | 1–2  | 0–1  | 2–1  | 4–1  | 0–1  | 1–2  | 1–1  | –––– | 1–1  | 0–0  | 1–1  | 3–3  | 0–0  | 0–0  | 0–1  | 2–1  | 2–0  | 3–0  | 1–2  | 1–0  |
| CSA               | 0–1  | 1–1  | 1–0  | 1–1  | 0–1  | 1–1  | 0–2  | 3–1  | –––– | 1–2  | 3–0  | 1–0  | 3–2  | 3–1  | 2–1  | 1–0  | 4–0  | 2–1  | 2–1  | 3–0  |
| Cuiabá            | 0–0  | 2–1  | 2–0  | 0–0  | 2–1  | 1–0  | 3–0  | 1–0  | 0–1  | –––– | 0–0  | 4–0  | 1–0  | 1–0  | 3–0  | 2–0  | 3–3  | 2–1  | 1–3  | 3–3  |
| Figueirense       | 1–2  | 2–0  | 0–0  | 3–0  | 0–0  | 0–0  | 2–0  | 0–1  | 0–0  | 1–0  | –––– | 2–2  | 1–1  | 2–0  | 4–1  | 0–1  | 0–1  | 2–7  | 1–2  | 0–0  |
| Guarani           | 0–1  | 2–1  | 2–1  | 0–0  | 2–0  | 1–0  | 3–1  | 2–3  | 2–1  | 1–0  | 2–2  | –––– | 0–1  | 1–2  | 1–1  | 3–0  | 1–2  | 1–1  | 1–1  | 1–2  |
| Juventude         | 0–0  | 3–0  | 0–0  | 1–2  | 1–1  | 3–1  | 2–1  | 1–0  | 1–0  | 1–1  | 2–1  | 1–0  | –––– | 1–0  | 2–2  | 1–0  | 5–0  | 2–1  | 2–3  | 1–1  |
| Náutico           | 0–0  | 2–2  | 3–1  | 1–0  | 1–1  | 0–1  | 1–1  | 1–1  | 1–1  | 2–0  | 1–0  | 2–0  | 3–3  | –––– | 4–1  | 0–0  | 2–1  | 0–2  | 1–0  | 0–0  |
| Oeste             | 1–1  | 0–2  | 0–1  | 2–1  | 0–0  | 0–1  | 1–2  | 0–0  | 2–1  | 0–2  | 2–1  | 0–1  | 1–3  | 0–1  | –––– | 0–1  | 1–0  | 1–3  | 0–3  | 2–1  |
| Operário-PR       | 0–1  | 1–1  | 0–0  | 2–1  | 2–0  | 1–1  | 3–2  | 0–1  | 3–0  | 1–1  | 3–1  | 1–2  | 3–0  | 3–1  | 2–0  | –––– | 1–0  | 1–0  | 1–1  | 1–1  |
| Paraná            | 0–1  | 1–0  | 1–1  | 0–1  | 1–1  | 1–1  | 2–0  | 0–0  | 2–0  | 0–2  | 0–2  | 1–2  | 3–1  | 0–0  | 4–0  | 0–0  | –––– | 2–1  | 0–0  | 1–4  |
| Ponte Preta       | 0–1  | 1–2  | 1–0  | 1–1  | 0–5  | 2–1  | 3–1  | 2–1  | 2–1  | 2–2  | 2–1  | 2–0  | 1–3  | 2–0  | 1–0  | 1–1  | 2–1  | –––– | 1–1  | 3–3  |
| Sampaio Corrêa    | 1–0  | 0–1  | 2–0  | 0–1  | 1–3  | 1–3  | 3–0  | 0–1  | 1–0  | 3–0  | 3–0  | 0–1  | 0–1  | 2–1  | 1–0  | 0–1  | 2–1  | 1–2  | –––– | 2–1  |
| Vitória           | 1–2  | 1–2  | 1–0  | 0–0  | 0–0  | 2–3  | 2–1  | 0–1  | 0–1  | 4–2  | 3–0  | 1–1  | 1–0  | 0–0  | 3–1  | 1–1  | 1–0  | 0–0  | 1–0  | –––– |